# 유승안
유승안(柳承安, 1956년 6월 1일 ~ )은 전 KBO 리그 빙그레 이글스의 포수이다. 본관은 진주(晉州)이다.

## 선수 시절

### 아마추어 시절
경동고등학교를 졸업하고 실업 야구단인 한일은행에서 활동했다. 선수로 활약할 당시 감독은 김응용이었고, 허구연, 강병철, 김용철, 우용득과 같은 선수들이 주축을 이루고 있었다. 이후 병역 복무를 위해 입대 후 육군 경리단에서 활동했다. 전역 후 한일은행에 복귀했다.

### MBC 청룡시절
1982년 KBO 리그의 출범에 따라 원년 멤버로 입단하였다. 선수 시절에는 호쾌한 타격을 보여주던 공격형 포수였다. 원년 개막전에서 동점 3점 홈런을 쳐 경기의 흐름을 돌리는 데 한 몫했지만, 연장전에서 선수 겸 감독이었던 백인천의 볼을 기다리라는 지시를 무시한 채 상대 투수 이선희의 유인구를 치는 바람에 3루 주자였던 김인식을 횡사시켜 백인천의 눈 밖에 나게 됐다. 이후 팀 내 주전 포수로 자리잡지 못하게 됐고 1984년 시즌 시작 전 1,500만원의 조건으로 해태 타이거즈로 트레이드됐다.

### 해태 타이거즈시절
1986년에는 팀의 두터운 포수진과 노장이 돼 버린 나이 때문에 김종윤과 함께 당시 신생 팀이었던 빙그레 이글스로 이적했다. 

### 빙그레 이글스시절
1987년에 지명타자로 출전해 골든 글러브, 1989년에 4번 타자로서 한국프로야구 최다타점상과 골든 글러브를 동시에 수상했다. 1991년 시즌을 끝으로 현역에서 은퇴하였다. 반대로 아들 유원상은 한화 이글스에 입단했다가 LG 트윈스에 트레이드돼 그와 거꾸로 팀 커리어를 잇게 됐다.

## 야구선수 은퇴 후
이후 한화 이글스의 코치를 맡았고, 1999년 한국시리즈 우승을 맛보았는데 당초 타격코치로 출발했지만 1997년 시즌 도중 배터리 코치로 변경됐으며 1998년 시즌 후 이희수 감독이 부임하자 수석 겸 배터리 코치로 변경됐고 북일고 감독을 역임한 이희수 감독이 직접 코칭스태프를 짜길 원했으나 구단에서 이희수 감독의 의견을 무시한 채 스태프를 짰는데 비북일파인 본인(유승안)을 수석 겸 배터리코치로 임명했으며 북일고 출신 이상군을 선수로 복귀시켰고 이 과정에서 본인(유승안)과  이희수 감독 사이의 갈등이 생기기도 했으며 결국 1999년 시즌 뒤 2군감독으로 강등됐다가 2000년 6월  팀이 7연패에 빠지는 등 침체에 빠져 수석코치로 복귀했다. 
부인과 사별 후 두 아들과 함께 잠시 미국으로 건너가 지도자 연수를 받고 귀국했으며 이로 인해 이희수 감독 후임 물망에 올랐으나 좌절됐고 김성근 삼성 2군감독에게도 제안이 갔지만 LG 코치로 가는 바람에 무산되자 이광환 전 LG 감독이 후임으로 발탁됐다. 
그 뒤, 이광환의 후임으로 2002년 11월부터 2004년 10월까지 한화 이글스의 감독을 역임했으나 의욕적으로 세대교체에 나섰음에도 노장 선수들을 지나치게 외면한 탓인지 2년 연속 포스트 시즌에 오르지 못하고 계약이 만료돼 김인식에게 감독직을 넘기고 물러났다. 이후 KBO 운영위원을 거쳐 경찰 야구단의 감독으로 취임했다. 경찰 야구단 재임 중 2011년에는 창단 첫 퓨처스 북부 리그 우승을 차지했다. 2012년 시즌 후 차남 유민상이 군 복무를 위해 입단해 같은 팀에서 함께 활동했다.

## 가족
- 장남 : 유원상 (kt 위즈 투수)
  - 며느리 : 김보경 (2022년 7월 29일 사망)
- 차남 : 유민상 (KIA 타이거즈 내야수)
- 딸 : 유은혜
- 전 부인 : 이금복 (전 탤런트, 1999년 11월 14일 백혈병으로 사망)

## 출신 학교
- 경동중학교
- 경동고등학교
- 목원대학교

## 수상
- 1987년 골든 글러브 (지명타자 부문)
- 1989년 골든 글러브 (포수 부문), 타점왕

## 통산 기록
| 년도 | 소속   | 타율  | 경기수 | 타수 | 안타 | 2루타 | 3루타 | 홈런 | 타점 | 득점 | 도루 | 도루 실패 | 4사구 | 삼진 | 병살타 | 희생타 | 장타율 | 비고     |
| ---- | ------ | ----- | ------ | ---- | ---- | ----- | ----- | ---- | ---- | ---- | ---- | --------- | ----- | ---- | ------ | ------ | ------ | -------- |
| 1982 | MBC    | 0.254 | 57     | 142  | 36   | 5     | 0     | 9    | 29   | 23   | 2    | 4         | 21    | 29   | 2      | 3      | 0.479  |          |
| 1983 | MBC    | 0.236 | 65     | 140  | 33   | 3     | 0     | 2    | 10   | 8    | 2    | 2         | 17    | 26   | 1      | 3      | 0.279  |          |
| 1984 | 해태   | 0.263 | 41     | 118  | 31   | 9     | 0     | 5    | 21   | 13   | 2    | 0         | 24    | 26   | 0      | 2      | 0.466  |          |
| 1985 | 해태   | 0.272 | 63     | 151  | 41   | 6     | 0     | 8    | 18   | 20   | 0    | 1         | 14    | 28   | 4      | 2      | 0.470  |          |
| 1986 | 빙그레 | 0.238 | 79     | 256  | 61   | 5     | 0     | 7    | 23   | 24   | 2    | 3         | 32    | 57   | 7      | 3      | 0.340  |          |
| 1987 | 빙그레 | 0.308 | 97     | 328  | 101  | 15    | 1     | 12   | 59   | 30   | 1    | 6         | 24    | 36   | 17     | 8      | 0.470  |          |
| 1988 | 빙그레 | 0.263 | 103    | 297  | 78   | 14    | 2     | 15   | 55   | 42   | 3    | 2         | 46    | 49   | 10     | 7      | 0.475  |          |
| 1989 | 빙그레 | 0.281 | 115    | 370  | 104  | 15    | 0     | 21   | 85   | 46   | 0    | 4         | 51    | 71   | 6      | 8      | 0.492  | 타점 1위 |
| 1990 | 빙그레 | 0.256 | 110    | 293  | 75   | 12    | 0     | 14   | 54   | 29   | 3    | 0         | 40    | 64   | 2      | 8      | 0.440  |          |
| 1991 | 빙그레 | 0.170 | 57     | 94   | 16   | 1     | 0     | 0    | 5    | 3    | 0    | 0         | 5     | 25   | 1      | 1      | 0.181  |          |
| 통산 | 10시즌 | 0.263 | 787    | 2189 | 576  | 85    | 3     | 92   | 359  | 238  | 15   | 22        | 274   | 411  | 50     | 45     | 0.431  |          |

- 시즌 기록 중 굵은 글씨는 리그 1위